# North Side (Islas Caimán)
North Side es una localidad de las Islas Caimán situada en la isla de Gran Caimán. 
Según estimación 2010 contaba con una población de 1.320 habitantes.